# 13e étape du Tour d'Italie 2002
Pour un article plus général, voir Tour d'Italie 2002.
La 13e étape du Tour d'Italie 2002 a eu lieu le 25 mai 2002 entre la ville de Chieti dans les Abruzzes et le hameau de San Giacomo sur la commune de Caldes dans le Trentin-Haut-Adige sur une distance de 190 km. Elle a été remportée par le Mexicain Julio Alberto Pérez Cuapio (Ceramica Panaria-Fiordo) devant l'Australien Cadel Evans (Mapei-Quick Step) et l'Italien Dario Frigo (Tacconi Sport). Arrivé près d'une minute trente après le vainqueur de l'étape, l'Allemand Jens Heppner (Telekom) conserve le maillot rose de cette édition du Tour d'Italie à l'issue de l'étape.

## Classement de l'étape
| \| Classement de l'étape \| Classement de l'étape \| Classement de l'étape \| Classement de l'étape \| Classement de l'étape \| \| Coureur \| Coureur \| Pays \| Équipe \| Temps \| \| --------------------- \| -------------------------- \| --------------------- \| ----------------------- \| --------------------- \| \| 1er \| Julio Alberto Pérez Cuapio \| Mexique \| Ceramica Panaria-Fiordo \| 5 h 04 min 02 s \| \| 2e \| Cadel Evans \| Australie \| Mapei-Quick Step \| + 13 s \| \| 3e \| Dario Frigo \| Italie \| Tacconi Sport \| + 17 s \| \| 4e \| Francesco Casagrande \| Italie \| Fassa Bortolo \| + 19 s \| \| 5e \| Fernando Escartín \| Espagne \| Team Coast \| + 19 s \| \| 6e \| Franco Pellizotti \| Italie \| Alessio \| + 19 s \| \| 7e \| Michael Boogerd \| Pays-Bas \| Rabobank \| + 22 s \| \| 8e \| Pietro Caucchioli \| Italie \| Alessio \| + 22 s \| \| 9e \| Ivan Gotti \| Italie \| Alessio \| + 22 s \| \| 10e \| Aitor González \| Espagne \| Kelme-Costa Blanca \| + 22 s \| |                            |           |                         |                 |
| |                            |           |                         |                 |
| |                            |           |                         |                 |
| Classement de l'étape |                            |           |                         |                 |
| Coureur | Coureur                    | Pays      | Équipe                  | Temps           |
| 1er | Julio Alberto Pérez Cuapio | Mexique   | Ceramica Panaria-Fiordo | 5 h 04 min 02 s |
| 2e | Cadel Evans                | Australie | Mapei-Quick Step        | + 13 s          |
| 3e | Dario Frigo                | Italie    | Tacconi Sport           | + 17 s          |
| 4e | Francesco Casagrande       | Italie    | Fassa Bortolo           | + 19 s          |
| 5e | Fernando Escartín          | Espagne   | Team Coast              | + 19 s          |
| 6e | Franco Pellizotti          | Italie    | Alessio                 | + 19 s          |
| 7e | Michael Boogerd            | Pays-Bas  | Rabobank                | + 22 s          |
| 8e | Pietro Caucchioli          | Italie    | Alessio                 | + 22 s          |
| 9e | Ivan Gotti                 | Italie    | Alessio                 | + 22 s          |
| 10e | Aitor González             | Espagne   | Kelme-Costa Blanca      | + 22 s          |

## Classement général
| \| Classement général \| Classement général \| Classement général \| Classement général \| Classement général \| \| Coureur \| Coureur \| Pays \| Équipe \| Temps \| \| ------------------ \| -------------------- \| ------------------ \| ---------------------- \| ------------------ \| \| 1er \| Jens Heppner \| Allemagne \| Telekom \| + 63 h 46 min 01 s \| \| 2e \| Francesco Casagrande \| Italie \| Fassa Bortolo \| + 1 min 48 s \| \| 3e \| Fernando Escartín \| Espagne \| Team Coast \| + 2 min 36 s \| \| 4e \| Pietro Caucchioli \| Italie \| Alessio \| + 2 min 36 s \| \| 5e \| Cadel Evans \| Australie \| Mapei-Quick Step \| + 2 min 39 s \| \| 6e \| Dario Frigo \| Italie \| Tacconi Sport \| + 2 min 44 s \| \| 7e \| Paolo Savoldelli \| Italie \| Index-Alexia Alluminio \| + 2 min 45 s \| \| 8e \| Aitor González \| Espagne \| Kelme-Costa Blanca \| + 2 min 51 s \| \| 9e \| Wladimir Belli \| Italie \| Fassa Bortolo \| + 2 min 57 s \| \| 10e \| Franco Pellizotti \| Italie \| Alessio \| + 3 min 07 s \| |                      |           |                        |                    |
| |                      |           |                        |                    |
| |                      |           |                        |                    |
| Classement général |                      |           |                        |                    |
| Coureur | Coureur              | Pays      | Équipe                 | Temps              |
| 1er | Jens Heppner         | Allemagne | Telekom                | + 63 h 46 min 01 s |
| 2e | Francesco Casagrande | Italie    | Fassa Bortolo          | + 1 min 48 s       |
| 3e | Fernando Escartín    | Espagne   | Team Coast             | + 2 min 36 s       |
| 4e | Pietro Caucchioli    | Italie    | Alessio                | + 2 min 36 s       |
| 5e | Cadel Evans          | Australie | Mapei-Quick Step       | + 2 min 39 s       |
| 6e | Dario Frigo          | Italie    | Tacconi Sport          | + 2 min 44 s       |
| 7e | Paolo Savoldelli     | Italie    | Index-Alexia Alluminio | + 2 min 45 s       |
| 8e | Aitor González       | Espagne   | Kelme-Costa Blanca     | + 2 min 51 s       |
| 9e | Wladimir Belli       | Italie    | Fassa Bortolo          | + 2 min 57 s       |
| 10e | Franco Pellizotti    | Italie    | Alessio                | + 3 min 07 s       |

## Classements annexes
| Classement par points | Classement par points | Classement par points | Classement par points        | Classement par points |
| Coureur               | Coureur               | Pays                  | Équipe                       | Points                |
| --------------------- | --------------------- | --------------------- | ---------------------------- | --------------------- |
| 1er                   | Massimo Strazzer      | Italie                | Phonak Hearing Systems       | 117 pts               |
| 2e                    | Fabrizio Guidi        | Italie                | Team Coast                   | 106 pts               |
| 3e                    | Mario Cipollini       | Italie                | Acqua & Sapone-Cantina Tollo | 103 pts               |
| 4e                    | Francesco Casagrande  | Italie                | Fassa Bortolo                | 88 pts                |
| 5e                    | Mikhaylo Khalilov     | Ukraine               | Colombia-Selle Italia        | 77 pts                |

| Classement par points | Classement par points | Classement par points | Classement par points        | Classement par points |
| Coureur               | Coureur               | Pays                  | Équipe                       | Points                |
| --------------------- | --------------------- | --------------------- | ---------------------------- | --------------------- |
| 1er                   | Massimo Strazzer      | Italie                | Phonak Hearing Systems       | 117 pts               |
| 2e                    | Fabrizio Guidi        | Italie                | Team Coast                   | 106 pts               |
| 3e                    | Mario Cipollini       | Italie                | Acqua & Sapone-Cantina Tollo | 103 pts               |
| 4e                    | Francesco Casagrande  | Italie                | Fassa Bortolo                | 88 pts                |
| 5e                    | Mikhaylo Khalilov     | Ukraine               | Colombia-Selle Italia        | 77 pts                |

| Classement de la montagne | Classement de la montagne  | Classement de la montagne | Classement de la montagne | Classement de la montagne |
| Coureur                   | Coureur                    | Pays                      | Équipe                    | Points                    |
| ------------------------- | -------------------------- | ------------------------- | ------------------------- | ------------------------- |
| 1er                       | Francesco Casagrande       | Italie                    | Fassa Bortolo             | 27 pts                    |
| 2e                        | José Castelblanco          | Colombie                  | Colombia-Selle Italia     | 24 pts                    |
| 3e                        | Ruggero Marzoli            | Italie                    | Formaggi Trentini         | 17 pts                    |
| 4e                        | Julio Alberto Pérez Cuapio | Mexique                   | Ceramica Panaria-Fiordo   | 15 pts                    |
| 5e                        | Cadel Evans                | Australie                 | Mapei-Quick Step          | 10 pts                    |

| Classement de la montagne | Classement de la montagne  | Classement de la montagne | Classement de la montagne | Classement de la montagne |
| Coureur                   | Coureur                    | Pays                      | Équipe                    | Points                    |
| ------------------------- | -------------------------- | ------------------------- | ------------------------- | ------------------------- |
| 1er                       | Francesco Casagrande       | Italie                    | Fassa Bortolo             | 27 pts                    |
| 2e                        | José Castelblanco          | Colombie                  | Colombia-Selle Italia     | 24 pts                    |
| 3e                        | Ruggero Marzoli            | Italie                    | Formaggi Trentini         | 17 pts                    |
| 4e                        | Julio Alberto Pérez Cuapio | Mexique                   | Ceramica Panaria-Fiordo   | 15 pts                    |
| 5e                        | Cadel Evans                | Australie                 | Mapei-Quick Step          | 10 pts                    |

| Classement par équipes | Classement par équipes | Classement par équipes | Classement par équipes |
| Équipe                 | Équipe                 | Pays                   | Temps                  |
| ---------------------- | ---------------------- | ---------------------- | ---------------------- |
| 1re                    | Alessio                | Italie                 | 190 h 48 min 36 s      |
| 2e                     | Kelme-Costa Blanca     | Espagne                | + 12 min 43 s          |
| 3e                     | Mapei-Quick Step       | Italie                 | + 13 min 27 s          |
| 4e                     | Fassa Bortolo          | Italie                 | + 16 min 56 s          |
| 5e                     | Lampre-Daikin          | Italie                 | + 19 min 27 s          |

| Classement par équipes | Classement par équipes | Classement par équipes | Classement par équipes |
| Équipe                 | Équipe                 | Pays                   | Temps                  |
| ---------------------- | ---------------------- | ---------------------- | ---------------------- |
| 1re                    | Alessio                | Italie                 | 190 h 48 min 36 s      |
| 2e                     | Kelme-Costa Blanca     | Espagne                | + 12 min 43 s          |
| 3e                     | Mapei-Quick Step       | Italie                 | + 13 min 27 s          |
| 4e                     | Fassa Bortolo          | Italie                 | + 16 min 56 s          |
| 5e                     | Lampre-Daikin          | Italie                 | + 19 min 27 s          |